# Stanisław Domański (ginekolog)
Stanisław Domański (ur. 10 maja 1888 w Czarnołoźcach, zm. 4 maja 1970 w Sanoku) – polski lekarz ginekolog, doktor nauk medycznych, dyrektor szpitala w Sanoku, kapitan lekarz Wojska Polskiego II Rzeczypospolitej, uczestnik I i II wojny światowej, działacz społeczny.

## Życiorys

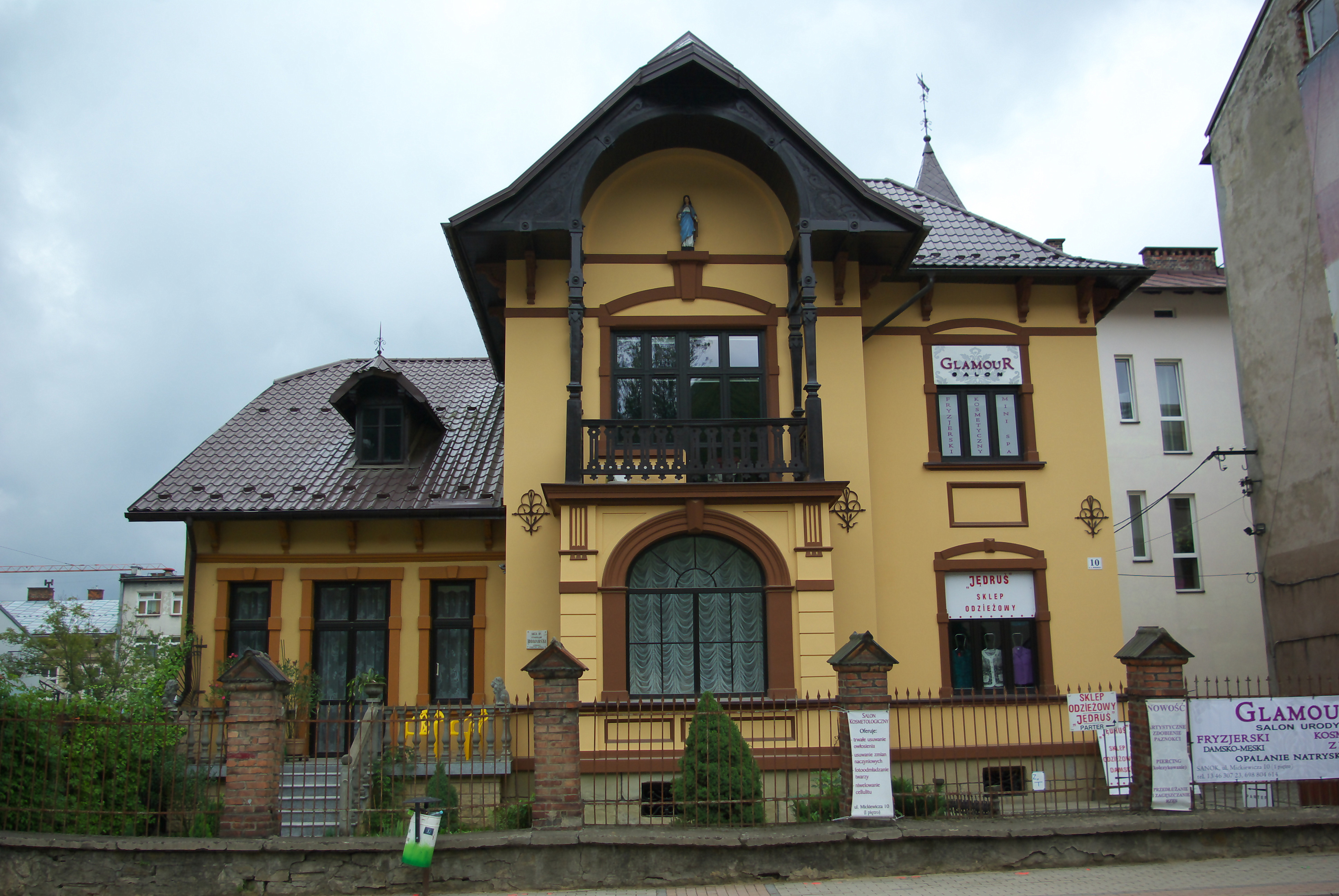
Willa dr. Domańskiego w Sanoku

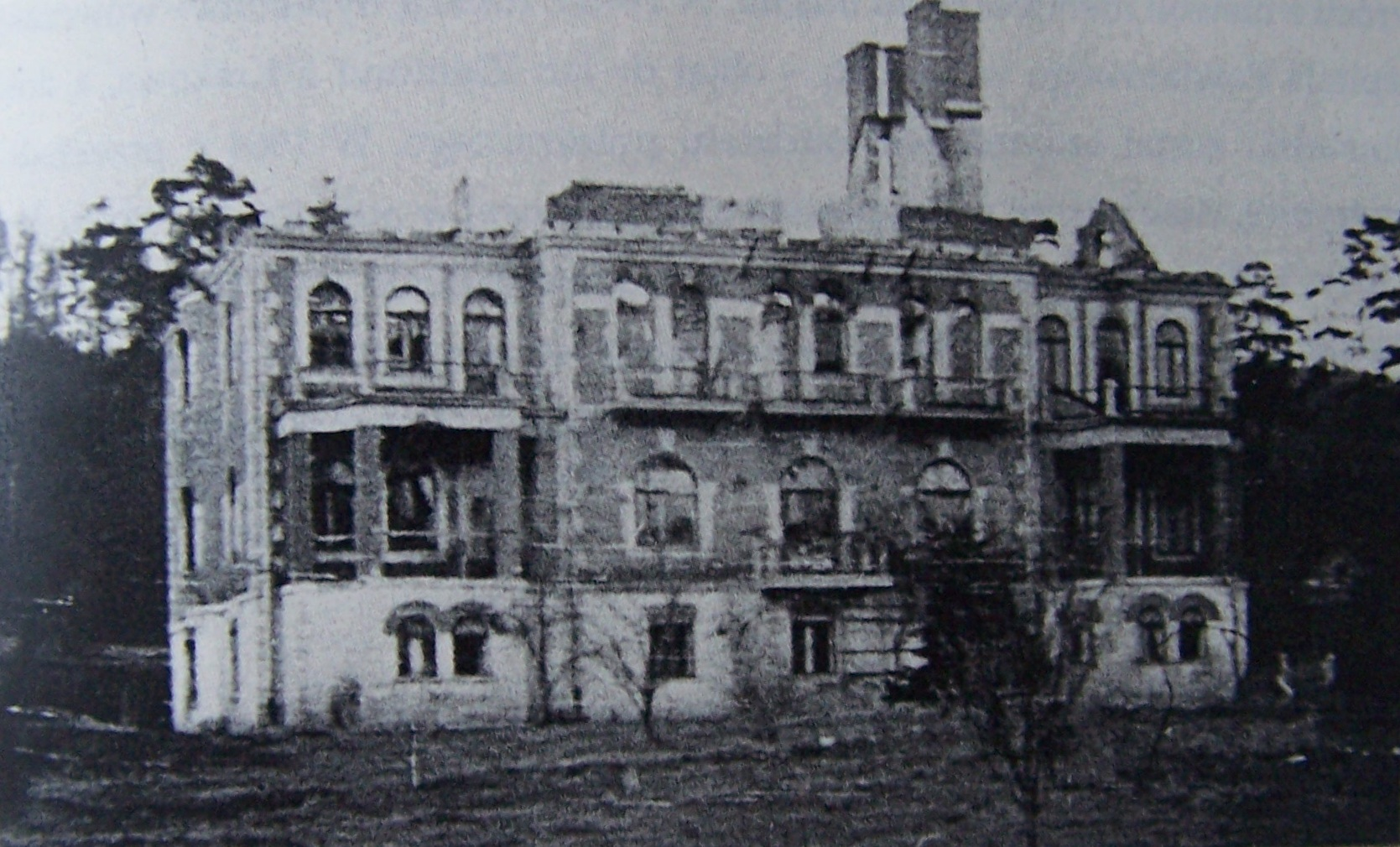
Nieistniejące sanatorium dr. Domańskiego

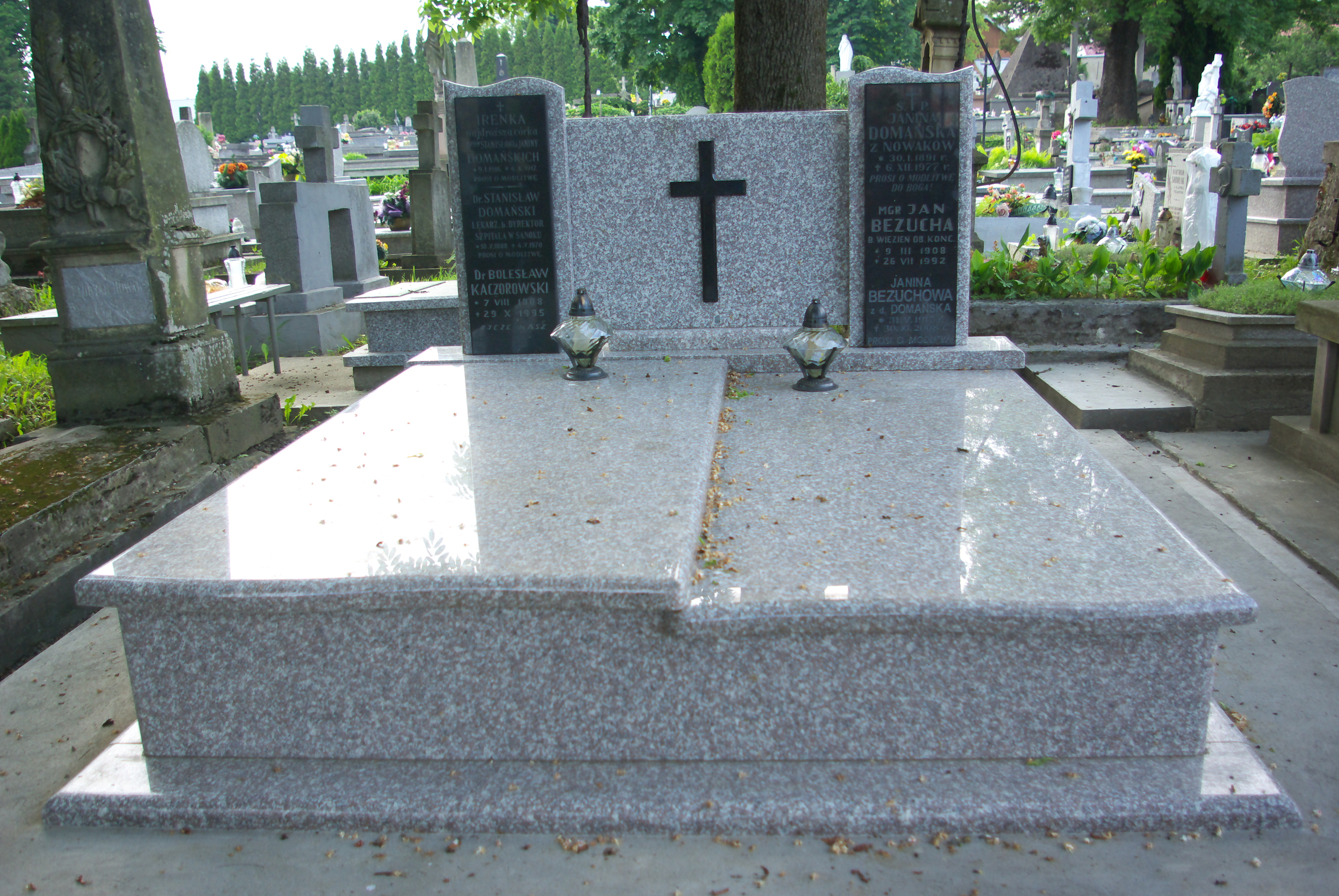
Grobowiec Domańskich, Kaczorowskich i Bezuchów w Sanoku (2015)

Stanisław Domański urodził się 10 maja 1888 w Czarnołoźcach. Był synem Adolfa i Józefiny z domu Chrząszczewskiej. Miał rodzeństwo: siostrę Józefę oraz braci Adama i Wiktora. Był kuzynem lekarza rodzeństwa: dra Stanisława Chrząszczewskiego (1903–1987), dr Zofii Chrząszczewskiej (1888–1942) i dr Bronisławy Chrząszczewskiej-Rymaszewskiej (1889–1942). W 1906 zdał egzamin dojrzałości w C. K. Wyższym Gimnazjum w Kołomyi (w jego klasie był Stanisław Vincenz). Podjął studia na Wydziale Lekarskim Uniwersytetu Lwowskiego. Stopień doktora wszech nauk lekarskich uzyskał w 1912 na Uniwersytecie Wiedeńskim.
11 października 1913 w kościele Przemienienia Pańskiego w Sanoku poślubił Janinę Honoratę Nowak (1891–1977), córkę Antoniny i Józefa, właścicieli dóbr ziemskich w podsanockich Olchowcach. Mieli czworo dzieci: córki Danuta (1914–2017, po mężu Kaczorowska, także lekarz, ordynator Oddziału Dziecięcego w sanockim szpitalu), Irena (1916–1917), Janina (1917–2008, została żoną Jana Bezuchy, syna Augusta) oraz syn Wiktor Adam (zm. w 1941 w obozie Auschwitz-Birkenau).
Po wybuchu I wojny światowej Stanisław Domański został zmobilizowany do C. K. Armii i skierowany do służby w Wiedniu. Organizował szpitale dla rekonwalescentów wojennych. W tym czasie wraz z nim w Wiedniu przebywała także rodzina Nowaków, przybyła tam po zajęciu Sanoka przez wojska rosyjskie. U kresu wojny po odzyskaniu przez Polskę niepodległości w 1918 został kierownikiem lazaretu z siedzibą przy ulicy Zamkowej w Sanoku (później w budynku umieszczono Zbór Ewangelicznej Wspólnoty Zielonoświątkowej). Dekretem z 15 marca 1919 jako były oficer C. K. Armii został przyjęty do Wojska Polskiego i Dekretem Naczelnego Wodza Wojsk Polskich zatwierdzony w stopniu porucznika lekarza. Został awansowany na stopień kapitana rezerwy w Korpusie Oficerów Sanitarnych Lekarzy ze starszeństwem z 1 czerwca 1919. W 1921 był przydzielony do KZS Nr 5. W 1923, 1924 w stopniu kapitana był przydzielony jako oficer rezerwowy do 10 Batalionu Sanitarnego w Przemyślu (analogicznie inni pochodzący z Sanoka oficerowie-lekarze: Kazimierz Niedzielski, Salomon Ramer, Jan Porajewski, Antoni Dorosz, Leopold Dręgiewicz). W 1934 w stopniu kapitana lekarza rezerwy był w kadrze zapasowej 10 Szpitala Okręgowego i był wówczas przydzielony do Powiatowej Komendy Uzupełnień Sanok.
W okresie niepodległej II Rzeczypospolitej zamieszkał u swojej teściowej w Olchowcach. W 1920 został dyrektorem Szpitala Powszechnego w Sanoku (jako następca Jana Porajewskiego) i sprawował tę posadę na przełomie lat 20. i 30. jako najdłużej urzędujący na tym stanowisku w okresie międzywojennym (jego zastępcą, a potem także następcą, był dr Kazimierz Niedzielski). Uchwałą Rady Miejskiej w Sanoku z 23 listopada 1927 został uznany przynależnym do gminy Sanok. Pracował w szpitalu, a ponadto w Kasie Chorych. Szpitalny dyżur lekarski polegał wówczas na wzywaniu lekarza w razie potrzeby do placówki (w tym celu dr Domański był informowany telefonicznie). W Sanoku prowadził również praktykę lekarską, specjalizując się w chirurgii oraz w ginekologii i położnictwie. Pełnił także funkcję lekarza szkolnego w sanockim gimnazjum. W 1922 został członkiem Związku Lekarzy Małopolski i Śląska Cieszyńskiego w Krakowie oraz został sekretarzem i skarbnikiem koła w Sanoku. Do 1939 był członkiem Lwowskiej Izby Lekarskiej.
W latach 20. w Olchowcach Stanisław Domański wybudował sanatorium, położone na Białej Górze na skraju Gór Słonnych. Autorem projektu budynku był inż. Zygmunt Nowicki (kuzyn dr. Domańskiego i brat Witolda), a prace budowlane wykonało sanockie przedsiębiorstwo Stanisława Mazurka. Sanatorium zostało otwarte 1 lipca 1923. Budynek został poświęcony 24 czerwca 1928 przez ks. proboszcza Franciszka Salezego Matwijkiewicza. W zamierzeniu była to lecznica chorób kobiecych, nazwana oficjalnie „Sanatorium Dietetyczno-Klimatyczne z uwzględnieniem hydroterapii chorób kobiecych” (według innych źródeł placówka była także przeznaczona dla sercowo chorych oraz z przeznaczeniem do chorób nerwowych). Była w nim prowadzona hydroterapia, elektroterapia z uwzględnieniem ginekologii i położnictwa. W obrębie sanatorium powstała wszechstronna infrastruktura. Obok budynku sanatoryjnego została wzniesiona kaplica (gdzie rzeźby na ołtarzu i frontonie wykonał Stanisław Piątkiewicz), w której ks. Franciszek Witeszczak odprawiał nabożeństwa dla kuracjuszy. Sanatorium działało na przełomie lat 20./30.
Od 1920 do 1939 był członkiem sanockiego gniazda Polskiego Towarzystwa Gimnastycznego „Sokół”, zaangażował się także w próbę reaktywacji „Sokoła” w 1946. W 1929 był jednym z założycieli sanockiego koła Polskiego Towarzystwa Tatrzańskiego i pełnił funkcję jego wiceprezesa. Udzielał się w Towarzystwie Polskiej Ochronki Dzieci Chrześcijańskich, a jego wychowankom udzielał nieodpłatnie porad lekarskich. Był przewodniczącym Sportowego Towarzystwa Rybackiego i Stowarzyszenia Łowieckiego. W 1933 został wybrany członkiem zarządu sanockiego oddziału Polskiego Czerwonego Krzyża, sprawował stanowisko prezesa oddziału sanockiego PCK, działającego w budynku przy ul. Ignacego Daszyńskiego 17. Zajmował się hodowlą pstrąga tęczowego w Sanoku, zaś pod koniec lat 30. ilość wylęgu tego gatunku w jego własności wynosiła 40 000.
W obliczu zagrożenia konfliktem zbrojnym Stanisław Domański został zmobilizowany do Wojska Polskiego w sierpniu 1939. Po wybuchu II wojny światowej na początku kampanii wrześniowej 4 września 1939 wyjechał z Sanoka do Przemyśla, gdzie miał się stawić. Tam od razu został mianowany dyrektorem szpitali wojskowych na Sanok (otrzymał zadanie organizacji szpitala wojskowego) i tam miał powrócić służbowo, do czego nie doszło (9 września 1939 do miasta wkroczyli Niemcy). Około 18 września 1939 podążał wraz z załogą szpitala wojskowego w stronę Stanisławowa. Był internowany na Węgrzech. W październiku 1939 pełnił tam funkcję w obozie dla Polaków. W całej pierwszej połowie 1940 przebywał w Koszycach, na początku lipca 1940 przejściowo w Budapeszcie, w Sárvár, na początku sierpnia 1940 w Győr i według zapowiedzi, potwierdzanych przez władze niemieckie, miał wrócić do Sanoka oraz ponownie objąć stanowisko dyrektora szpitala. Ostatecznie, orientacyjnie od początku września 1940, był umieszczony w oflagu. Do 1945 przebywał w niemieckich obozach jenieckich: Oflag VII A Murnau w Bawarii do ok. 10 listopada 1941, następnie od około 13 listopada 1941 w Zeithain w Saksonii (przydzielony do szpitala w obozie jenieckiego jako chirurg; istniał tam Stalag-IVB/Z), od lutego 1942 w Mühlberg w Brandenburgii, od marca 1942 w jednym z obozów zbornych Sammellager, od około czerwca 1942 w okolicach Chemnitz, Stalag IV G Oschatz, Oflag IV C Colditz (Lipsk). W tym czasie w domu Domańskich w Sanoku schronienie otrzymali uciekinierzy wojenni, a także kwaterowali Niemcy. Sanatorium dr. Domańskiego, umiejscowione po prawym brzegu Sanu znalazło się po sowieckiej stronie wpływów ustalonej w pakcie Ribbentrop-Mołotow z 23 sierpnia 1939 między III Rzeszą a ZSRR. Radzieckie władze zorganizowały w budynku magazyny przeznaczone dla straży granicznej. Po ataku Niemiec na ZSRR z 22 czerwca 1941, w wyniku ostrzału artyleryjskiego Niemców prowadzonego z terenu Sanoka (z okolic ul. Sanowej i z Glinic), trafiony został dach budynku, wskutek czego wybuchł w nim pożar 27 czerwca 1941, który zdewastował obiekt (nie przebywali w nim podczas ostrzału żołnierze, a były tylko składowane koce wojskowe). Stanisław Domański powrócił z niewoli do Sanoka z pogorszonym zdrowiem. Mimo jego starań o odbudowę sanatorium, nie zostało to zrealizowane i ostatecznie lekarz sprzedał zrujnowany budynek jako materiał rozbiórkowy.
Po wojnie, po raz drugi krótkotrwale pełnił posadę dyrektora sanockiego szpitala. Wkrótce po objęciu posady dyrektora przez Jana Zigmunda (1948), dr. Domański przeszedł na stanowisko ordynatora oddziału położniczego. W 1964 odszedł na emeryturę, a w późniejszym czasie pracował jeszcze w poradni dla kobiet.
Prywatnie Stanisław Domański zajmował się wędkarstwem, łowiectwem (był myśliwym, na przełomie 1918/1919 jednym z założycieli Koła „Bieszczady” Polskiego Towarzystwa Łowieckiego w Sanoku m.in. wraz z płk. Franciszkiem Stokiem, oraz działał jako jeden z reaktywujących to gremium w 1946, będąc jednym z założycieli Koła Łowieckiego nr 1, od 1954 pod nazwą „Bieszczady”; w 1963 był uważany na najstarszego myśliwego w Rzeszowskiem), poezją, był organizatorem znanych w mieście balów maskowych i zabaw karnawałowych, w których często sam występował w przebraniu; ponadto w opinii mieszkańców odznaczał się charakterystycznym poczuciem humoru. W 1924 subskrybował akcje założonego wówczas Banku Polskiego.
Stanisław i Janina Domańscy zamieszkiwali w zakupionym w 1919 domu-willi, położonym przy ulicy Adama Mickiewicza w Sanoku (pierwotnie budynek figurował pod numerem konskrypcyjnym 421, potem numer 6, a do końca życia S. Domańskiego oraz obecnie pod numerem 10). Na fasadzie budynku do czasów współczesnych pozostała marmurowa tabliczka informacyjna lekarza Stanisława Domańskiego. Ponadto doktor Domański był właścicielem domu pod adresem ul. Jana III Sobieskiego 9. W miejscu nieistniejącego sanatorium, przy obecnej ulicy Gajowej, zachowała się kapliczka, wzniesiona według różnych źródeł w 1922 lub w 1928, która została odnowiona do 2012, na której została umieszczona tabliczka upamiętniająca Stanisława Domańskiego z inskrypcją Kapliczkę ufundował dr Stanisław Domański. Sanok 1928.
Stanisław Domański zmarł 4 maja 1970 w Sanoku. Został pochowany w grobowcu rodzinnym Domańskich, Kaczorowskich i Bezuchów na cmentarzu przy ul. Rymanowskiej w Sanoku 6 maja 1970.
Autorką wspomnień o lekarzu, zatytułowanych Wspomnienia o moim ojcu doktorze Stanisławie Domańskim, była jego córka, dr Danuta Kaczorowska, także lekarz.

## Odznaczenia
- Złoty Krzyż Zasługi (1958, za długoletnią pracę w zawodzie lekarskim – 40 lat)[h][89]
- Medal 10-lecia Polski Ludowej (16 lipca 1955, odznaczona została także jego żona Janina)[116]
- Odznaka honorowa „Za wzorową pracę w służbie zdrowia”[89]
- Medal Wdzięczności Francuskiej[i][89]